# Костов, Иван (политик)
Ива́н Йордано́в Ко́стов (болг. Иван Йорданов Костов; род. 23 декабря 1949, София) — болгарский государственный и политический деятель, премьер-министр Болгарии в 84-м правительстве (21 мая 1997 — 24 июля 2001). Иван Костов считается самым успешным политиком в современной истории Болгарии.

## Биография
В 1970 году после полтора месяца обучения в Кременчугском лётном училище гражданской авиации ушел по собственному желанию.
В 1974 году окончил Высший экономический институт имени Карла Маркса по специальности «политическая экономия». В 1981 году закончил Софийский университет по специальности «математическое моделирование экономических процессов». Кандидат экономических наук (1983).
Министр финансов с 20 декабря 1990 по 8 ноября 1991 года.
Народный представитель в 7-м Великом Народном собрании (1990—1991) и 36-м (1991—1994), 37-м (1994—1997), 38-м (1997), 39-м (2001—2005) и 40-м (с 2005) Обыкновенном Народном собрании.
Лидер партии Союз демократических сил (СДС) с 1994 по 2001 год. В 1996 году СДС вошёл в коалицию Объединение демократических сил, получившую 
на парламентских выборах в апреле 1997 52,3 % голосов и 137 из 240 мест в Народном собрании. Костов занял пост премьер-министра. Возглавляемое им правительство осуществляло рыночные реформы и проводило курс на интеграцию в НАТО и Европейский союз.
На очередных парламентских выборах в июне 2001 года Объединение демократических сил набрало лишь 18,18 % голосов. Костов был обвинён в неудаче и был вынужден покинуть пост лидера СДС. Он не согласился с обвинениями и в 2004 году со своими сторонниками основал партию Демократы за сильную Болгарию (ДСБ), лидером которой являлся с момента её основания до 2013 года.

## Скандал с Фондом Демокрация
Скандал с Фондом Демокрация начался в 2003 году перед местными выборами, когда Михаил Черной в газете Труд обвинил бывшего премьера Ивана Костова в том, что в 2001 году тот вымогал у него деньги на предвыборную кампанию. После скандала партия Костова проиграла выборы.
Четыре года спустя фонд, ссылаясь на документы из Министерства торговли, промышленности и туризма Кипра, показал что Черной не является владельцем компаний, передавшей пожертвование. Михаил Черной сообщил, что он сделал банковский перевод, чтобы дискредитировать Костова и болгарский «Фонд Демокрация».